# Вильсон, Эрнест Генри
Эрнест Генри Вильсон (англ. Ernest Henry Wilson, 15 февраля 1876 — 15 октября 1930) — англо-американский ботаник и охотник за растениями. Исследовал преимущественно флору Китая и привёз оттуда в Европу многочисленные декоративные растения, а также сакуру и азалии из Японии.

## Биография
Вильсон родился в деревне в английском графстве Глостершир и в возрасте шестнадцати лет стал учеником садовника в городке Солихалл, а затем в Бирмингемском ботаническом саду в Эджбастоне, где он также приступил к изучению теоретической ботаники в Бирмингемском техническом колледже.
Благодаря королевской премии по ботанике он смог получить диплом в Королевских ботанических садах Кью. Хотя он, собственно говоря, хотел стать учителем, его начальник рекомендовал его как ботаника для экспедиции в Китай, где садоводческое искусство очень рано достигло высокого уровня развития. Заказчиком выступало одно из крупнейших европейских садоводческих хозяйств того времени «Витч и сыновья» (en:Veitch Nurseries), уже имевшее опыт успешных экспедиций. Фирма поддерживала контакт с ирландским ботаником Августином Генри (1857—1930), который, будучи медиком, находился на службе в Китае и от скуки занимался охотой за редкими растениями. Генри открыл более 500 новых видов, 25 новых родов и одно новое семейство и переслал гербарии с этими и многими другими растениями в Англию, в Королевские ботанические сады Кью. Каждому коллекционеру растений он предлагал помощь на месте.
На борту «Павонии» Вильсон отправился в Америку. Добравшись по железной дороге до Сан-Франциско, он продолжил путешествие в Китай на корабле через Ханой, бывший тогда столицей Французского Индокитая, в Гонконг, где он и встретился с Генри. Однако столь красочно обещанная помощь заключалась лишь в простенькой карте, нарисованной кое-как на клочке бумаги и охватывавшей область в 52 000 кв.км. В одном месте было обозначено одно отдельно стоящее дерево давидии оберточной (лат. Davidia involucrata). Несмотря ни на что, Вильсон продолжил своё путешествие и, в конце концов, нашёл указанное место. Там стоял недавно построенный деревянный дом, а рядом с ним пень, оставшийся от давидии.
Проехав напрасно 21 000 км, Вильсон, смирившись с неудачей, удалился в Ичан. Он открыл киви (лат. Actinidia chinensis), вьющееся растение со съедобными плодами, и, в конце концов, — примерно через месяц после неудачи с давидией оберточной — ему удалось найти экземпляр в полном расцвете сил и собрать с него семена. Вильсон переслал в Англию также семена и других растений, как, например, клён серый (лат. Acer griseum), клён Оливера (лат. Acer oliverianum), пихта Фаржа (лат. Abies fargesii), берёза белая китайская (лат. Betula albosinensis), несколько видов калины, различные клематисы, сегодня широко используемые в декоративном садоводстве, жимолость каприфолелистная (лат. Lonicera tragophylla), рододендроны и камелии.
Когда в 1902 году Вильсон вернулся в Англию, Витч, хозяин питомника, был поначалу в таком восторге, что подарил ему золотые часы. После того как стало известно, что француз Поль Гийом Фарж привёз семена давидии ещё в 1897 году в Париж, и одно из них всё-таки проросло, фирме Витча пришлось смириться с тем, что впервые в Европу давидия была ввезена другим, а это означало меньшую прибыль.
В 1903 году, вскоре после свадьбы с Хелен Гандертон, Вильсон снова поехал в Китай. Его целью было найти жёлтый тибетский мак (меконопсис цельнолистный, лат. Meconopsis integrifolia) в горах Тибета, и он отправился из г. Лэшань в горы Вашань. Он собрал около 200 видов, продолжил путь в сторону Лхасы и однажды утром наткнулся на большие поля жёлтого тибетского мака. Вслед за тем он открыл королевскую лилию (лат. Lilium regale), которая произвела сенсацию в Европе, и наконец красный мак-меконопсис, новые виды рододендрона и розу моэзии.
Когда Вильсон, тем временем страдавший от сильного переутомления, вернулся домой, благодарный заказчик одарил его золотой брошью, усыпанной бриллиантами и выполненной в форме цветка тибетского мака.
В 1906 году он вновь отправился в путь, на сей раз по поручению Арнольд-Арборетума, дендрария Гарвардского университета в Бостоне, под управлением Чарльза Спрэга Сарджента, настоявшего на том, чтобы Вильсон взял с собой фотоаппарат. Портретные и пейзажные снимки Э. Г. Вильсона и по сей день являются подтверждением того, что у него действительно был талант к фотографии. Со своей испытанной командой он отправился в путь, чтобы исследовать флору Цзянси. В одном из дворцовых садов Чэнду он обнаружил роскошные лагерстрёмии. К его дальнейшим находкам относились различные хвойные, магнолии, клён Вильсона (лат. Acer wilsonii) и кизил японский подв. китайский (лат. Cornus kousa var. chinensis). По Транссибирской магистрали он отправился домой и затем перебрался с семьёй в Бостон, чтобы контролировать работы по организации своего гербария при Арнольд-Арборетуме. Вильсон стал предметом гордости бостонского общества, и его называли «китаец Вильсон», чем он очень гордился.
В 1910 году Э. Г. Вильсон отправился в четвёртое по счёту путешествие. В этот раз особый интерес для экспедиции представляли хвойные растения и королевские лилии (лат. Lilium regale) (добыча второй экспедиции прибыла в Англию в заплесневелом виде). На севере Китае он нашел сирень Юлианы (лат. Syringia julianae), а в долине реки Миньцзян — огромные поля цветущих королевских лилий. В ходе «сбора образцов», который порой обозначают как «чудовищное разграбление» или «разбойничий набег», он опустошил долину и вывез более 6000 луковиц в Европу. На узкой горной тропинке Вильсон попал под обвал, сорвался со скалы, и ему раздробило ногу. На несколько месяцев травма вывела его из строя, и он велел своей команде продолжать дальнейший путь без него. Вильсон остался хромым на всю оставшуюся жизнь — сам он называл свою хромоту «лилейной». Экспедиция привезла между прочим пихту изогнутолистную и чешуйчатую (лат. Abies recurvata, Abies squamata), клён гребенчатый (лат. Acer maximowiczii) и бамбук Fargesia murielae, названный так в честь дочери Вильсона, Мюриэль.
В ходе определения гербарных образцов выяснилось, что Вильсон открыл четыре новых рода, 382 новых видов и 323 вариации. Он снова работал в Бостоне и написал книгу о своих путешествиях «Натуралист в Западном Китае» (англ. «A Naturalist in Western China») (1913).
Следующее путешествие привело Вильсона из-за укороченной после травмы ноги в Японию; его интересовали хвойные растения и сакура — и на этот раз его сопровождали жена с дочерью, которым, очевидно, наскучила жизнь в постоянной разлуке. Хелен стала первой женой английского собирателя растений, сопровождавшей мужа в экспедиции. В Первую мировую войну Вильсон не был призван в армию из-за травмы ноги, поэтому он мог продолжать свою работу и писать книги.
В январе 1917 года Вильсоны отправились всей семьёй в шестую и последнюю экспедицию — снова в Японию, а затем в Корею. Во время путешествия были собраны различные виды клёна и сирени, стюартия корейская (лат. Stewartia koreana), туя корейская (лат. Thuja koraiensis) и другие декоративные кустарники. В Куруме Вильсон посетил хозяйство по выращиванию азалий и был потрясён при виде 250-ти сортов. Если судить по популярности, то самой большой удачей Вильсона оказались именно курумские азалии — 51 сортовая вариация, полюбившаяся садоводам многих стран.
В 1927 году Вильсон сменил Ч. С. Сарджента на посту директора Арнольд-Арборетума в Бостоне. В 1930 году Вильсон с женой погибли в автомобильной катастрофе по пути домой со свадьбы дочери.

## Научная деятельность
Э. Г. Вильсон специализировался на семенных растениях.

## Научные работы
- Naturalist in western China, with vasculum, camera, and gun; being some account of eleven years' travel, exploration, and observation in the more remote parts of the Flowery Kingdom 1913
- Conifers and taxads[11] of Japan 1916
- History and botanical relationships of the modern rose, compiled by Ernest H. Wilson and Fred A. Wilson 1916
- Plantae Wilsonianae; an enumeration of the woody plants collected in western China for the Arnold arboretum of Harvard university during the years 1907, 1908, and 1910, by E. H. Wilson, ed. by Charles Sprague Sargent 1917
- Aristocrats of the garden 1917
- Romance of our trees 1920
- Monograph of azaleas : Rhododendron subgenus Anthodendron, by Ernest Henry Wilson and Alfred Rehder 1921
- America’s greatest garden; the Arnold Arboretum 1925
- Lilies of eastern Asia; a monograph 1925
- Plant hunting 1927
- More aristocrats of the garden 1928
- China, mother of gardens 1929
- Aristocrats of the trees 1930
- If I Were to Make a Garden 1931